# Rozmyślania. Z nowej serii
Rozmyślania. Z nowej serii – cykl 18 wierszy Antoniego Langego wydany w 1928 w Warszawie, będący kontynuacją wcześniejszego cyklu Rozmyślań z 1906. Tytuły kolejno następujących utworów to:
- LVII. Obok naszego życia płynie inne życie...
- LVIII. Tak mi się zdaje czasem, jakbym poza czasem...
- LIX. Kto wie, z jakich płomieni i z jakich popiołów...
- LX. Jeśliś nie miał godziny, że ci serce pękło...
- LXI. Niejedno gorzkie słowo, które niegdyś rzekłem...
- LXII. (Kto tam?)
- LXIII. (W dzień zaduszny)
  - Im bardziej się przybliżam do grobowej deski...
  - Niegdyś inaczej śmierć mi zaglądała w oczy
  - Ach, mogiły dokoła, mogiły, mogiły...
  - Tak-ci mię śmierć waliła w serce, jak obuchem...
  - Jam jest Wieczność, bo nigdy w kołowrocie czasów...
  - Tak śród nocy bezsennych głosy brzmią syrenie...
- LXIV. (Wieczorem)
  - O tej godzinie wieczornej...
  - Śmierci, dość w swoim obłędzie...
  - Przychodzę do was z daleka...
  - Ten cichy ogród o ścieżkach bezludnych...